# 국도 제11호선 (파라과이)
국도 제11호선(스페인어: Ruta Nacional Número 11, "Juana de Lara", 루타 온세(Ruta Once))는 안테케라와 카피탄바도를 사이에 이어주는 총 연장 228km의 거리인 파라과이의 일반 국도이다. 주요 경유지 중 접촉하는 도로가 있는 산타로사델아과라이에서는 국도 제3호선과도 직접 접촉한다.

## 주요 경유지
- 산페드로 주 : 안테케라(영어판), 산페드로데이쿠아만디유, 누에바헤르마니아(영어판), 산타로사델아과라이(스페인어판)
- 아맘바이 주 : 카피탄바도(영어판)